# Āgenskalns
Āgenskalns (tidigare Hāgenskalns och Hagensberg) är en stadsdel i Riga.
I stadsdelen ligger flera skolor. Bland dem märks Lettlands universitet och Rigas tekniska universitet.